# 6. bersaljerski polk (Italija)
6. bersaljerski polk (izvirno italijansko 6º Reggimento di Bersaglieri) je enota Italijanske kopenske vojske.

## Zgodovina
Korpus bersaljerjev je bil ustanovljen leta 1836 v okviru Kraljeve sardinske vojske.
Ko je Sardinija postala skupaj z drugimi deli Italije Kraljevina Italija, se je korpus bersaljerjev vključil v Kraljevo kopensko vojsko in s prehodom države v republiko leta 1946 je ostal ena od kopenskih komponent Italijanskih oboroženih sil. 
Šesti polk je bil prisoten že leta 1859 v drugi vojni za neodvisnost, a je bil uradno priznan leta 1861 z združenjem Italije. Bojeval se je med drugim pri Kustoci (1866) in pri zavzetju Rima (1879). Sodeloval je tudi pri kolonialnih vojnah v Eritreji (1895), v Libiji (1911) in poznele v Etiopiji (1935).  Med prvo svetovno vojno je bil polk aktiven na soški fronti in med drugo svetovno vojno v Albaniji in Rusiji.